# Acacia palustris
Acacia palustris — вид квіткових рослин з родини бобових. Ареал: Австралія (Західна Австралія).

## Середовище
Росте у кварцитних і гранітних ґрунтах і часто зустрічається вздовж водотоків і болотистих місцевостей.

## Біоморфологічна характеристика
Вузлувате дерево або кущ зазвичай досягає висоти від 2 до 4 метрів і має голі гілочки. Вертикально зігнуті філодії, переважно, є гладкими та прямими, у довжину від 9 до 22 см і вшир від 1 до 1,5 мм. Довгі звужені загострені й голі філодії досить жорсткі та різкі й мають шістнадцять тісно паралельних та піднятих жилок.